# Thomas Bowdler
Thomas Bowdler (wym. IPA /ˈbaʊdlə/; ur. 11 lipca 1754, zm. 24 lutego 1825) – angielski lekarz, opublikował okrojoną wersję dzieł Williama Szekspira, którą uważał za bardziej odpowiednią dla kobiet i dzieci niż oryginał. Podobnie wydał Zmierzch i upadek cesarstwa rzymskiego Edwarda Gibbona. Jego edycje były obiektem krytyki i kpin. Poprzez eponim (ang.) bowdlerise (lub bowdlerize), jego imię jest obecnie kojarzone z pruderyjną cenzurą literatury, filmów oraz programów telewizyjnych.

## Życiorys
Bowdler urodził się w pobliżu Bath, był synem szlachcica, studiował medycynę na uniwersytecie St. Andrews oraz w Edynburgu, gdzie w 1776 r. otrzymał dyplom, lecz nie zaczął praktyki. Zamiast tego poświęcił się reformie więziennictwa.
W 1781 został członkiem Royal Society. 
Był dobrym graczem w szachy, i rozegrał osiem zapisanych partii z najlepszym graczem tamtych czasów, François Philidor , który był na tyle pewny swej przewagi na Bowdlerem, iż grał z handicapem. Bowdler wygrał dwukrotnie, trzykrotnie przegrał i trzykrotnie zremisował; Philidor przeważnie grał z zawiązanymi oczami, z kilkoma graczami jednocześnie, czasami zaczynając bez jednego pionka. Pierwsza zapisana gra z poświęceniem wieży została rozegrana pomiędzy Bowdlerem (białe) i Henrym Conwayem w Londynie w 1788.
W 1818, po odejściu na emeryturę i ulokowaniu się na wyspie Wight, opublikował książkę Family Shakespeare, która odniosła znaczący sukces. Faktycznie edycji dokonywała jego siostra, Harriet, która jednak w tamtych czasach nie mogła występować jako autor, gdyż kobieta nie mogła publicznie się przyznać do rozumienia sprośnych aluzji Szekspira. Następnie próbował zrobić to samo z pracami historyka Edwarda Gibbona, jednak projekt ten nie był tak udany. Bowdlerowska wersja prac Gibbona została opublikowana pośmiertnie w roku 1826.
Bowdler później osiadł na południu Walii, gdzie zmarł; został pochowany w Oystermouth w Swansea. Jego ogromna biblioteka składająca się z (nieokrojonych) tomów zebranych przez jego przodków Thomasa Bowdlera (1638–1700) i Thomasa Bowdlera (1661–1738) została podarowana filii Uniwersytetu Walijskiego w Lampeter.

## Family Shakespeare

### Zmiany w utworach Szekspira
Kilka przykładów zmian wprowadzonych przez Bowdlera:
- W Hamlecie, śmierć Ofelii została przedstawiona jako przypadkowe utonięcie, pominięto sugestie, że mogła planować samobójstwo.
- „Boże!” (ang. „God!”) jako wykrzyknienie zostało zastąpione przez „Niebiosa!” (ang. „Heavens!”)
- W Henryku IV, części 2, prostytutka Doll Tearsheet została całkowicie pominięta.